# Lakha - En tibetansk lamas liv
Lakha - En tibetansk lamas liv er en dansk dokumentarfilm fra 1990, der er instrueret af Majbritt Munck.

## Handling
En personlig skildring af en tibetansk lama: Fra han som 3-årig tronsættes som den 17. reinkarnation af Lakha, til flugten fra Tibet til Indien. Hans nuværende liv i Danmark, og hans gensyn i juni 1989 med sit land og sit folk efter 40 år i eksil.